# Hypocala pierreti
Hypocala pierreti là một loài bướm đêm trong họ Noctuidae.